# Exorcismo del demonio de Gerasa

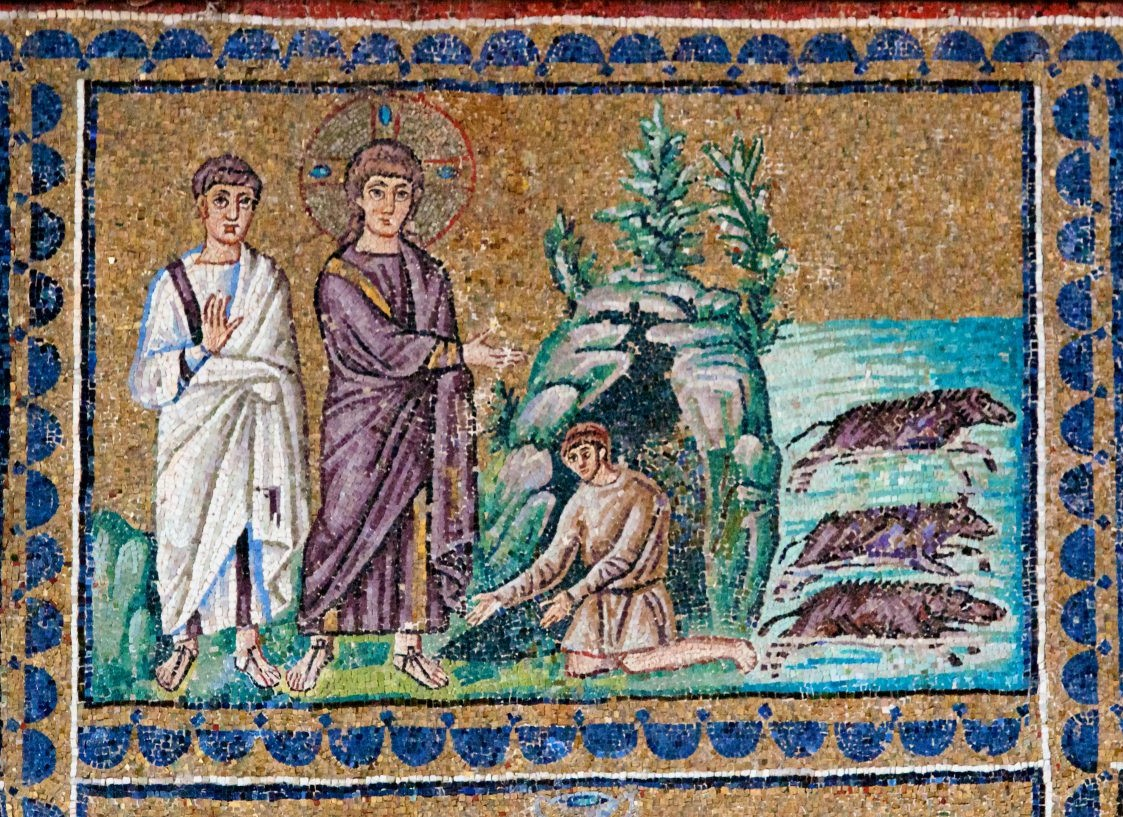
Mosaico del exorcismo del demonio de Gerasa en la Basílica de Sant'Apollinare Nuovo en Rávena, que data del siglo VI d. C.

El exorcismo del endemoniado geraseno, frecuentemente conocido como el Milagro del Cerdo (Gadareno) y el exorcismo de Legión, es uno de los milagros realizados por Jesús según el Nuevo Testamento. La historia muestra a Jesús exorcizando a un demonio o demonios de un hombre y lanzandolos a una piara de cerdos, haciendo que los cerdos corrieran colina abajo hacia un lago y se ahogaran.
La historia aparece en los tres evangelios sinópticos, pero no en el evangelio de Juan. Todos los relatos involucran a Jesús exorcizando demonios, identificados de forma colectiva en los evangelios de Marcos y Lucas con el nombre de "Legión" porque eran muchos.

## Narrativas

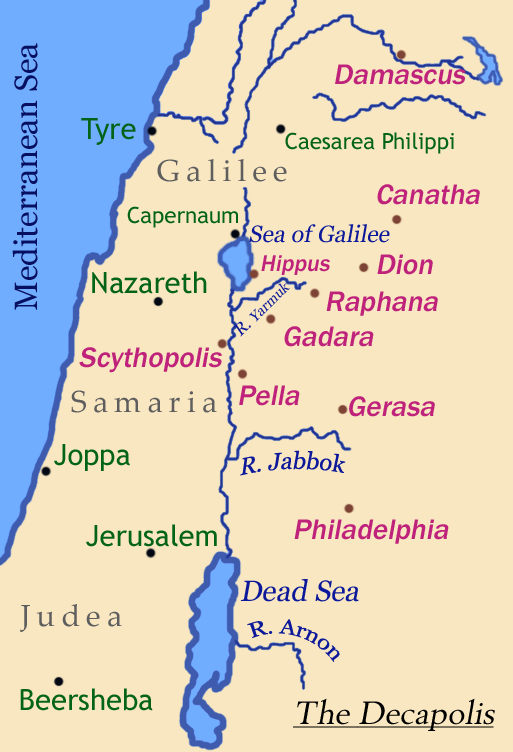
Mapa de Decápolis que muestra la ubicación de Gerasa (Gadara).

### Marcos
El relato más antiguo es del Evangelio de Marcos (Marcos 5:1–20), en el que Jesús cruza el mar hacia la "región de los gerasenos". Allí, un hombre "poseído por un demonio" viene de las cuevas para encontrarse con él. La gente había intentado atarlo, pero era demasiado fuerte para estar atado, incluso con cadenas, porque siempre se les rompían; noche y día entre los sepulcros y en las colinas gritaba y se cortaba con piedras. Jesús se acerca y llama al demonio para que salga del hombre, quien responde: "¿Qué quieres de mí, Jesús, Hijo del Dios Altísimo?", ¡Te ruego en el nombre de Dios que nunca me atormentes!". Jesús le pregunta al demonio su nombre y le dice "Mi nombre es Legión, porque somos muchos". Los demonios le ruegan a Jesús que no los eche a cualquier lugar, sino que los envíe a los cerdos en una ladera cercana, lo cual él hace. La manada, alrededor de dos mil, se precipita por la empinada orilla hacia el mar y se ahoga. Ahora el hombre se viste y recupera la cordura: pide ser incluido entre los discípulos que viajan con Jesús, pero se le niega y se le ordena que permanezca en la región de Decápolis, para contar "las grandes cosas que ha hecho el Señor"... y cómo ha tenido compasión de ti". El teólogo Tom Wright lo llama "el primer apóstol de los gentiles".

### Mateo

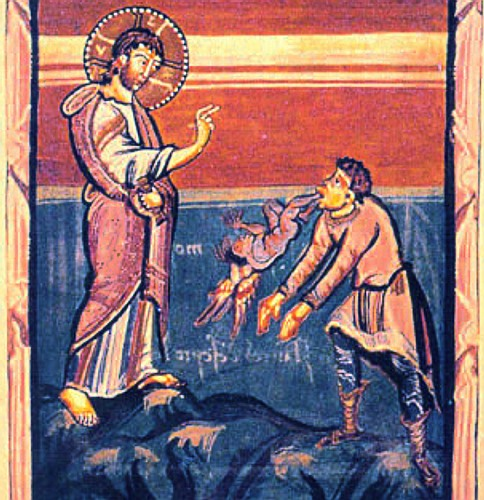
Jesús exorcizando al endemoniado de Gerasene, del manuscrito Hitda Codex

El Evangelio de Mateo acorta la historia de manera más dramática (Matthew 8:28–34) y no escribe el hombre de un poseído, sino de dos. En esta versión, Jesús no pregunta por el nombre del demonio, un elemento importante de la práctica tradicional del exorcismo.
La ubicación también se cambia a la región de los "Gadarenos" (Gadara) como en la mayoría de las traducciones de la Biblia. La versión King James en (Matthew 8:28) tiene la ubicación como "Gergesenes" que corresponde a la moderna "Kursi" (Kheras), la ubicación más plausible del evento del Evangelio.[cita requerida]

### Lucas
La versión del Evangelio de Lucas (Luke 8:26–39) acortó el relato pero retuvo la mayoría de los detalles. Un detalle que tiene el evangelio de Lucas pero que carecen los otros escritores del evangelio es una referencia tanto a la desnudez del endemoniado como a su vestimenta posterior. En Lucas 8:27, el escritor del evangelio señala que el endemoniado no vestía ropa. Luego señala que "estaba vestido y en su propia mente" (Lucas 8:35). La ropa es un apoyo importante en la narrativa de Lucas (ver ropa bíblica), que en esta escena retrata el desarrollo del endemoniado desde su estado animal hasta su restauración como ser humano. Inicialmente, el hombre poseído ha sido expulsado de la raza humana, es decir, no está mejor que un animal sin ropa, pero, después de su exorcismo, su humanidad se restablece por completo y se reincorpora a la raza humana, "vestido y en su sano juicio". (Lucas 8:35).

## Uso proverbial
La historia es el origen del adjetivo proverbial inglés Gadarene, que significa "involucrar o participar en una carrera precipitada o potencialmente desastrosa para hacer algo".